# دهه ۱۵۱۰ (پیش از میلاد)
دهه ۱۵۱۰ (پیش از میلاد) صد و پنجاه و یکمین دهه قبل از مبدا شروع تقویم میلادی است.